# Полушкин, Яков Иванович

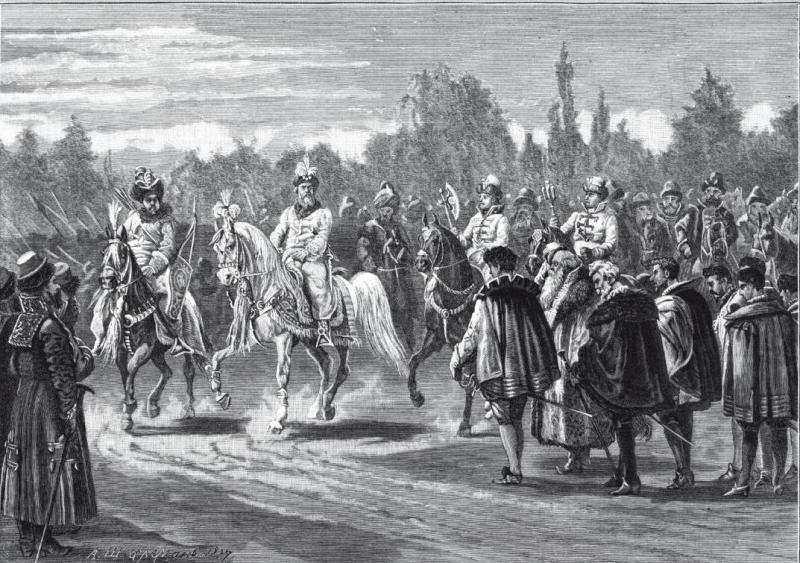
Встреча великого князя Василия III с послами императора Карла V под Можайском

Яков (Якуш) Иванович Полушкин (в испанских источниках — Jacoba Juan) — русский дипломат начала XVI века, подьячий, служащий Посольского приказа. Первый русский посол в Испании, о котором сохранились документальные сведения.
В 1523 году в резиденцию Карла V в Вальядолиде прибыл первый официальный представитель русского двора Яков Иванов сын Полушкин. Полушкин был направлен государем и великим князем всея Руси Василием III к императору Карлу V, чтобы заключить ряд договорённостей. Предположительно, в посольстве принимал участие Влас Игнатов. В послании Карлу V, переданному Полушкиным, в частности, говорилось, что Василий III готов поддерживать с ним мир, каковой был при его деде императоре Максимилиане. В знак доброй воли великого князя Якуш также принёс вести «о трех цесарцах», то есть немцах, захваченных русскими в плен в Польше. Так как Карл V был императором Священной Римской Империи, весть «о трёх цесарцах» могла служить подтверждением благополучной жизни его подданных в Русском государстве.
Миссия прошла успешно и Полушкин благополучно вернулся в Москву в 1524 году. Предполагают, что именно Полушкин первым доставил на родину весть об открытии Америки.
Благодаря дипломатическим успехам Полушкина, о которых рассказывает испанский историк Пьетро Мартире д'Ангьера, из Испании вскоре было отправлено ответное посольство в Москву во главе с графом Антонио де Конти, сопровождавшемся Полушкиным.
Полушкин, возможно, был лично знаком с испанским гуманистом Пьетро Мартире, впервые описавшим Малые Антильские острова. Среди бумаг гуманиста сохранились «Послания Императора Русинов (Рутенов)» (Epistola Rhuteni Imperatoris), «переписанные с оригинала» (ab Originali transcript), то есть копия латинского переложения послания великого князя всея Руси Василия III, привезённого Полушкиным.